# Clube dos Cariocas
Clube dos Cariocas foi uma agremiação esportiva e uma sociedade carnavalesca da cidade do Rio de Janeiro.

## História
O clube tinha a principal finalidade o Carnaval, realizando blocos, bailes e desfiles. Fundado como Mudando as Caras, mudou de nome em 1941 para Sociedade Carnavalesca dos Funcionários da Prefeitura do Distrito Federal. Porém o prefeito Henrique Dodsworth pediu para o clube mudar de nome para não envolver a prefeitura com o carnaval, foi ele que sugeriu a mudança de nome para Clube dos Cariocas.
Seu clube de futebol foi um dos fundadores do Departamento Autônomo do Rio de Janeiro, disputando a competição em 1949, 1950, 1951 e 1954.